# 王冰 (1969年)
王冰（1969年12月—），吉林伊通人，满族，中国共产党党员。中华人民共和国政治人物、第十三届全国人民代表大会吉林地区代表。

## 生平
2018年2月24日，当选为第十三届全国人大代表。